# Błędy odwracalne
Błędy odwracalne – amerykański kryminał zrobiony na zlecenie TV. Film powstał w 2004 roku i jest oparty na powieści Scotta Turowa.

## Główne role
- William H. Macy – Arthur Raven
- Tom Selleck – Larry Starczek
- Monica Potter – Muriel Wynn
- Felicity Huffman – Gillian Sullivan
- James Rebhorn – Erno Erdai
- Shemar Moore – Collins Farwell
- Glenn Plummer – Romeo Gandolf "Wiewiórka"
- Yanna McIntosh – Genevieve Carriere